# 伊達ウインドファーム
伊達ウインドファーム（だてウインドファーム）は、北海道伊達市にある集合型風力発電所。この項目では、伊達黄金ウインドファーム（だてこがねウインドファーム）についても記載している。

## 概要
ユーラスエナジーホールディングスとしては北海道内5ヶ所目、道南では初となる風力発電プロジェクトになった。当初はエコ・パワーが「伊達ウィンドファーム事業」として計画を進めていたが、採算性確保が難しくなったため、2008年（平成20年）に事業中止を決定した。「伊達ウインドファーム」は旧伊達牧場内の丘陵地を借り受けて建設しており、総出力は10,000 kW、一般家庭約6,600世帯分の電力を発電している。隣接する「伊達黄金ウインドファーム」は伊達ウインドファームを挟む形で建設しており、総出力は34,000 kW、一般家庭約20,000世帯分の電力を発電している。2つの風力発電施設合わせて総出力44,000 kW、一般家庭約26,600世帯分の電力を発電しており、いずれも北海道電力ネットワークに売電している。

## 設備
風車は、伊達ウインドファームが日本製鋼所による2,000 kW風車5基を設置し、伊達黄金ウインドファームが日本製鋼所による2,000 kW風車9基、日立製作所による2,000 kW風車8基を設置している。日立製作所製の風車は、下から吹き上げる風を効率的に受けて発電する「ダウンウインド型」を導入している。メンテナンス業務のための管理棟を整備している。